# ムオンチャー県

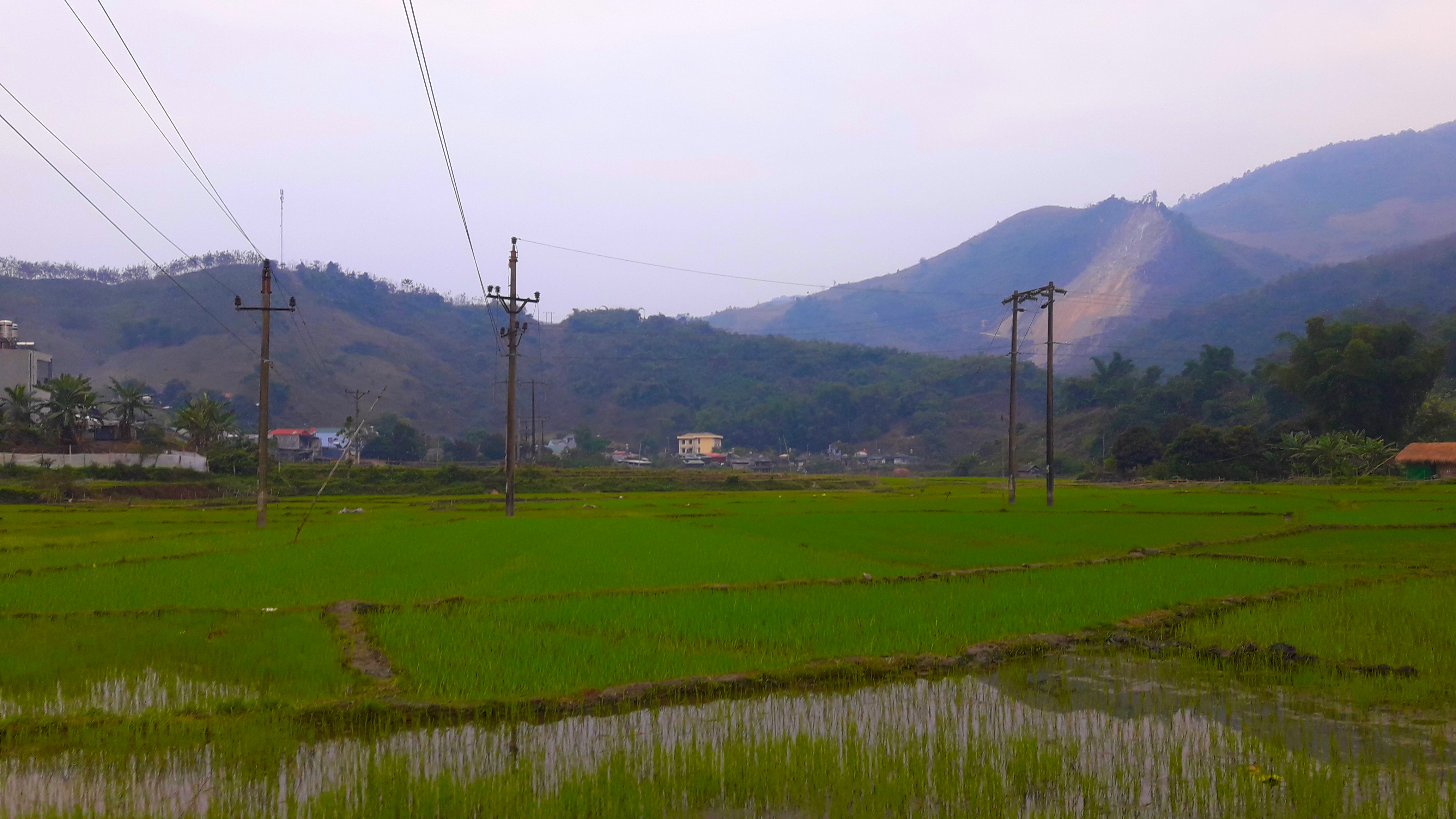
ムオンチャの田畑

ムオンチャー県（ムオンチャーけん、ベトナム語：Huyện Mường Chà?）は、ベトナム社会主義共和国ディエンビエン省の県。面積は1,199.42 km²、人口は45,916人（2018年）である。

## 行政区画
1市鎮11社から構成される。